# Segona divisió B espanyola de futbol 2010-2011
La temporada 2010/11 va ser la 34a edició de la Segona Divisió B. Començà el 29 d'agost de 2010 i finalitzà el 15 de maig de 2011. En aquesta temporada hi va haver una jornada intersetmanal, que es va disputar el dimecres 22 de setembre de 2010. El diumenge 26 de desembre de 2010 no es va disputar la competició amb motiu de les vacances de Nadal.
Aquest torneig està organitzat per la Reial Federació Espanyola de Futbol (RFEF). El van disputar un total de 80 equips, dividits en 4 grups de 20 equips cadascun, distribuïts segons proximitat geogràfica. Els equips dels territoris de parla catalana estaven enquadrats al grup 3.

## Grup 3

### Equips per Comunitat Autònoma
| Comunitat     | Nombre | Equips                                                                              |
| ------------- | ------ | ----------------------------------------------------------------------------------- |
| País Valencià | 9      | Alacant, CE Alcoià, Alzira, Benidorm, Castelló, Dénia, Gandia, Ontinyent, Oriola CF |
| Catalunya     | 7      | Badalona, Gramenet, L'Hospitalet, Lleida, Sabadell, Sant Andreu, Santboià           |
| Illes Balears | 3      | Atl. Balears, Mallorca B, Sp. Maonès                                                |
| Aragó         | 1      | Teruel                                                                              |

### Dades dels equips
| Equip              | Ciutat                                   | Estadi             | Capacitat | Temporada 09/10       |
| ------------------ | ---------------------------------------- | ------------------ | --------- | --------------------- |
| CE Castelló        | Castelló de la Plana, la Plana Alta      | Nou Castàlia       | 16.000    | 22è Segona A          |
| UE Sant Andreu     | Barcelona, el Barcelonès                 | Narcís Sala        | 10.000    | 1r Segona B (grup 3)  |
| Ontinyent CF       | Ontinyent, la Vall d'Albaida             | El Clariano        | 5.000     | 3r Segona B (grup 3)  |
| CE Alcoià          | Alcoi, l'Alcoià                          | El Collao          | 4.500     | 4t Segona B (grup 3)  |
| Benidorm CF        | Benidorm, la Marina Baixa                | Guillermo Amor     | 11.000    | 5è Segona B (grup 3)  |
| CD Dénia           | Dénia, la Marina Alta                    | Camp Nou de Dénia  | 3.000     | 6è Segona B (grup 3)  |
| RCD Mallorca B     | Palma, Mallorca                          | Son Bibiloni       | 1.500     | 7è Segona B (grup 3)  |
| Oriola CF          | Oriola, el Baix Segura                   | Los Arcos          | 5.000     | 8è Segona B (grup 3)  |
| UE Lleida          | Lleida, el Segrià                        | Camp d'Esports     | 13.500    | 10è Segona B (grup 3) |
| CE Sabadell FC     | Sabadell, el Vallès Occidental           | Nova Creu Alta     | 20.000    | 11è Segona B (grup 3) |
| CF Badalona        | Badalona, el Barcelonès                  | Camp del Centenari | 5.000     | 12è Segona B (grup 3) |
| Alacant CF         | Alacant, l'Alacantí                      | Estadi Alacant CF  | 4.000     | 13è Segona B (grup 3) |
| CF Sporting Maonès | Maó, Menorca                             | Bintaufa           | 3.000     | 14è Segona B (grup 3) |
| UDA Gramenet       | Santa Coloma de Gramenet, el Barcelonès  | Nou Municipal      | 5.000     | 15è Segona B (grup 3) |
| CE L'Hospitalet    | L'Hospitalet de Llobregat, el Barcelonès | Feixa Llarga       | 6.740     | 1r Tercera (grup 5)   |
| UE Alzira          | Alzira, la Ribera Alta                   | Lluís Suñer Picó   | 8.000     | 1r Tercera (grup 6)   |
| CD Atlètic Balears | Palma, Mallorca                          | Estadi Balear      | 18.000    | 1r Tercera (grup 11)  |
| CD Teruel          | Terol                                    | Pinilla            | 5.000     | 1r Tercera (grup 17)  |
| CF Gandia          | Gandia, la Safor                         | Guillermo Olagüe   | 6.000     | 2n Tercera (grup 6)   |
| FC Santboià        | Sant Boi de Llobregat, el Baix Llobregat | Joan Baptista Milà | 3.000     | 3r Tercera (grup 5)   |

### Classificació
|                    |     | Classificació final 2010-2011 | Pts | J  | G  | E  | P  | GF | GC | DG  |                                    |
| ------------------ | --- | ----------------------------- | --- | -- | -- | -- | -- | -- | -- | --- | ---------------------------------- |
| Promoció · Ascens  | 1.  | CE Sabadell FC                | 69  | 38 | 19 | 12 | 7  | 42 | 24 | +18 | Eliminatòria de campions           |
| Promoció           | 2.  | CF Badalona                   | 65  | 38 | 17 | 14 | 7  | 40 | 26 | +14 | Promoció d'ascens a Segona A       |
| Promoció · Ascens  | 3.  | CE Alcoià                     | 63  | 38 | 17 | 12 | 9  | 46 | 32 | +14 | Promoció d'ascens a Segona A       |
| Promoció           | 4.  | Oriola CF                     | 63  | 38 | 17 | 12 | 9  | 41 | 30 | +11 | Promoció d'ascens a Segona A       |
|                    | 5.  | UE Lleida                     | 60  | 38 | 17 | 9  | 12 | 46 | 30 | +16 |                                    |
|                    | 6.  | CE L'Hospitalet               | 60  | 38 | 16 | 12 | 10 | 58 | 34 | +24 |                                    |
|                    | 7.  | UE Sant Andreu                | 55  | 38 | 13 | 16 | 9  | 37 | 29 | +8  |                                    |
|                    | 8.  | CD Dénia                      | 55  | 38 | 14 | 13 | 11 | 34 | 38 | -4  |                                    |
| Descens            | 9.  | Alicante CF                   | 53  | 38 | 12 | 17 | 9  | 40 | 32 | +8  |                                    |
| Descens            | 10. | CE Castelló                   | 53  | 38 | 15 | 8  | 15 | 39 | 42 | -3  |                                    |
|                    | 11. | Ontinyent CF                  | 51  | 38 | 14 | 9  | 15 | 35 | 32 | +3  |                                    |
|                    | 12. | CD Teruel                     | 50  | 38 | 12 | 14 | 12 | 37 | 32 | +5  |                                    |
|                    | 13. | CD Atlètic Balears            | 49  | 38 | 11 | 16 | 11 | 43 | 38 | +5  |                                    |
|                    | 14. | CF Gandia                     | 49  | 38 | 12 | 13 | 13 | 36 | 45 | -9  |                                    |
|                    | 15. | CF Sporting Maonès            | 45  | 38 | 12 | 9  | 17 | 35 | 54 | -19 |                                    |
| Promoció · Descens | 16. | Benidorm CF                   | 42  | 38 | 10 | 12 | 16 | 32 | 45 | -13 | Promoció de permanència a Segona B |
| Descens            | 17. | UE Alzira                     | 40  | 38 | 8  | 16 | 14 | 34 | 40 | -6  | Descens a Tercera                  |
| Descens            | 18. | UDA Gramenet                  | 36  | 38 | 10 | 6  | 22 | 37 | 67 | -30 | Descens a Tercera                  |
|                    | 19. | RCD Mallorca B                | 34  | 38 | 7  | 13 | 18 | 36 | 48 | -12 | Descens a Tercera                  |
| Descens            | 20. | FC Santboià                   | 28  | 38 | 7  | 7  | 24 | 35 | 65 | -30 | Descens a Tercera                  |

- El Sabadell i l'CE Alcoià van pujar a la Segona Divisió A, després de superar la fase d'ascens.
- El Benidorm CF va descendir a la Tercera Divisió, després de perdre la promoció de permanència. Posteriorment, el Benidorm seria descendit per motius econòmics a la Regional Preferent, fet que va desencadenar la desaparició del club benidormer.
- Un cop finalitzada la competició i per motius econòmics, l'Alacant i el Castelló van ser descendits a Tercera Divisió.
- Finalitzada la temporada, la Unió Esportiva Lleida va desaparèixer. Els drets federatius del club de la Terra Ferma van ser adquirits en subhasta per un club de nova creació, el Club Lleida Esportiu.
- Finalitzada la temporada, el RCD Mallorca B va comprar una plaça a Segona B, mantenint-se a la categoria.

#### Evolució de la classificació
| Equip / Jornada | 1  | 2  | 3  | 4  | 5  | 6  | 7  | 8  | 9  | 10 | 11 | 12 | 13 | 14 | 15 | 16 | 17 | 18 | 19 | 20 | 21 | 22 | 23 | 24 | 25 | 26 | 27 | 28 | 29 | 30 | 31 | 32 | 33 | 34 | 35 | 36 | 37 | 38 |
| --------------- | -- | -- | -- | -- | -- | -- | -- | -- | -- | -- | -- | -- | -- | -- | -- | -- | -- | -- | -- | -- | -- | -- | -- | -- | -- | -- | -- | -- | -- | -- | -- | -- | -- | -- | -- | -- | -- | -- |
| Sabadell        | 15 | 13 | 6  | 8  | 12 | 7  | 4  | 8  | 4  | 8  | 9  | 7  | 7  | 5  | 4  | 4  | 3  | 2  | 3  | 3  | 3  | 3  | 2  | 2  | 2  | 2  | 2  | 1  | 2  | 3  | 1  | 1  | 1  | 1  | 1  | 1  | 1  | 1  |
| Badalona        | 6  | 12 | 5  | 3  | 6  | 3  | 6  | 3  | 5  | 3  | 2  | 2  | 2  | 3  | 3  | 3  | 2  | 3  | 2  | 2  | 2  | 1  | 1  | 1  | 1  | 1  | 1  | 2  | 3  | 1  | 2  | 2  | 2  | 2  | 2  | 4  | 3  | 2  |
| CE Alcoià       | 19 | 19 | 11 | 13 | 11 | 6  | 3  | 6  | 8  | 7  | 4  | 3  | 4  | 2  | 2  | 2  | 4  | 4  | 4  | 4  | 4  | 5  | 5  | 4  | 3  | 4  | 5  | 3  | 1  | 2  | 3  | 3  | 4  | 4  | 4  | 3  | 2  | 3  |
| Oriola CF       | 2  | 1  | 2  | 2  | 2  | 2  | 2  | 1  | 1  | 1  | 1  | 1  | 1  | 1  | 1  | 1  | 1  | 1  | 1  | 1  | 1  | 2  | 3  | 5  | 4  | 5  | 3  | 5  | 4  | 4  | 4  | 4  | 5  | 6  | 5  | 5  | 4  | 4  |
| Lleida          | 14 | 4  | 8  | 10 | 16 | 9  | 13 | 16 | 15 | 12 | 14 | 15 | 16 | 15 | 13 | 12 | 10 | 7  | 7  | 7  | 6  | 6  | 6  | 8  | 8  | 8  | 8  | 7  | 7  | 9  | 7  | 5  | 3  | 3  | 3  | 2  | 5  | 5  |
| L'Hospitalet    | 10 | 17 | 20 | 20 | 20 | 20 | 20 | 17 | 18 | 18 | 19 | 14 | 15 | 14 | 15 | 15 | 15 | 14 | 14 | 14 | 14 | 13 | 13 | 14 | 11 | 13 | 11 | 9  | 8  | 7  | 8  | 8  | 10 | 7  | 7  | 6  | 6  | 6  |
| Sant Andreu     | 2  | 2  | 1  | 1  | 1  | 1  | 1  | 2  | 2  | 2  | 3  | 5  | 6  | 8  | 7  | 6  | 9  | 6  | 5  | 6  | 7  | 7  | 7  | 7  | 6  | 6  | 6  | 4  | 6  | 5  | 5  | 6  | 6  | 5  | 6  | 7  | 7  | 7  |
| Dénia           | 1  | 7  | 13 | 16 | 17 | 17 | 14 | 9  | 9  | 9  | 11 | 13 | 14 | 13 | 12 | 10 | 8  | 11 | 10 | 11 | 9  | 10 | 11 | 12 | 13 | 12 | 13 | 14 | 12 | 12 | 12 | 12 | 13 | 12 | 12 | 12 | 9  | 8  |
| Alacant         | 19 | 9  | 12 | 14 | 13 | 15 | 11 | 12 | 12 | 13 | 10 | 11 | 9  | 9  | 10 | 9  | 6  | 5  | 6  | 5  | 5  | 4  | 4  | 3  | 5  | 3  | 4  | 6  | 5  | 6  | 6  | 7  | 7  | 8  | 8  | 8  | 8  | 9  |
| Castelló        | 6  | 18 | 19 | 15 | 8  | 13 | 9  | 13 | 13 | 15 | 17 | 17 | 13 | 12 | 11 | 13 | 13 | 12 | 12 | 9  | 10 | 8  | 8  | 6  | 7  | 7  | 7  | 8  | 9  | 8  | 9  | 9  | 8  | 9  | 10 | 11 | 11 | 10 |
| Ontinyent       | 10 | 14 | 7  | 12 | 5  | 10 | 5  | 11 | 11 | 11 | 8  | 9  | 10 | 11 | 14 | 14 | 14 | 15 | 15 | 15 | 15 | 15 | 14 | 11 | 12 | 10 | 9  | 10 | 11 | 11 | 13 | 13 | 11 | 11 | 9  | 10 | 10 | 11 |
| Teruel          | 6  | 15 | 17 | 11 | 4  | 5  | 8  | 5  | 7  | 5  | 7  | 6  | 3  | 4  | 5  | 8  | 5  | 8  | 8  | 8  | 11 | 12 | 12 | 13 | 14 | 14 | 14 | 12 | 10 | 10 | 10 | 10 | 12 | 13 | 13 | 9  | 12 | 12 |
| Atlètic Balears | 18 | 20 | 14 | 17 | 18 | 19 | 18 | 18 | 16 | 17 | 13 | 16 | 17 | 17 | 17 | 17 | 16 | 16 | 16 | 16 | 16 | 16 | 15 | 16 | 15 | 16 | 15 | 16 | 15 | 14 | 14 | 14 | 14 | 14 | 14 | 14 | 14 | 13 |
| Gandia          | 17 | 8  | 10 | 5  | 9  | 12 | 10 | 7  | 6  | 4  | 5  | 4  | 5  | 7  | 8  | 7  | 11 | 10 | 9  | 10 | 8  | 9  | 10 | 10 | 9  | 9  | 10 | 11 | 13 | 13 | 11 | 11 | 9  | 10 | 11 | 12 | 13 | 14 |
| Sport. Maonès   | 6  | 5  | 9  | 4  | 3  | 11 | 15 | 10 | 10 | 10 | 12 | 10 | 11 | 10 | 9  | 11 | 12 | 13 | 13 | 12 | 12 | 11 | 9  | 9  | 10 | 11 | 12 | 13 | 14 | 15 | 15 | 15 | 15 | 15 | 15 | 15 | 15 | 15 |
| Benidorm        | 5  | 11 | 3  | 6  | 10 | 4  | 7  | 4  | 3  | 6  | 6  | 8  | 8  | 6  | 6  | 5  | 7  | 9  | 11 | 13 | 13 | 14 | 16 | 15 | 16 | 15 | 16 | 15 | 16 | 16 | 16 | 16 | 16 | 16 | 16 | 16 | 17 | 16 |
| Alzira          | 10 | 16 | 18 | 19 | 19 | 18 | 19 | 20 | 20 | 20 | 20 | 20 | 20 | 20 | 20 | 20 | 20 | 20 | 19 | 18 | 19 | 17 | 17 | 17 | 18 | 18 | 19 | 19 | 19 | 19 | 19 | 19 | 18 | 18 | 17 | 17 | 16 | 17 |
| Gramenet        | 4  | 10 | 15 | 18 | 14 | 14 | 16 | 14 | 14 | 16 | 16 | 18 | 18 | 18 | 18 | 18 | 18 | 18 | 18 | 17 | 18 | 19 | 19 | 19 | 19 | 19 | 18 | 17 | 17 | 17 | 17 | 17 | 17 | 17 | 18 | 18 | 18 | 18 |
| Mallorca B      | 10 | 3  | 4  | 7  | 7  | 8  | 12 | 15 | 17 | 14 | 15 | 12 | 12 | 16 | 16 | 16 | 17 | 17 | 17 | 19 | 17 | 18 | 18 | 18 | 17 | 17 | 17 | 18 | 18 | 18 | 18 | 18 | 19 | 19 | 19 | 19 | 19 | 19 |
| Santboià        | 16 | 6  | 16 | 9  | 15 | 16 | 17 | 19 | 19 | 19 | 18 | 19 | 19 | 19 | 19 | 19 | 19 | 19 | 20 | 20 | 20 | 20 | 20 | 20 | 20 | 20 | 20 | 20 | 20 | 20 | 20 | 20 | 20 | 20 | 20 | 20 | 20 | 20 |

### Estadístiques

#### Classificació de golejadors
|       | Gols | Penals | Golejador        | Equip           |
| ----- | ---- | ------ | ---------------- | --------------- |
| Líder | 17   | 5      | Luismi Loro      | Castelló        |
| Líder | 17   | 5      | Rayo             | Lleida          |
|       | 14   | 4      | Miguélez         | Sant Andreu     |
|       | 13   | 1      | Sergio Cirio     | L'Hospitalet    |
|       | 12   | 0      | Florian          | Oriola CF       |
|       | 12   | 1      | Martins          | Atlètic Balears |
|       | 11   | 0      | Salva            | Teruel          |
|       | 11   | 1      | Fabiani          | CE Alcoià       |
|       | 10   | 0      | Cristian Alfonso | L'Hospitalet    |
|       | 10   | 1      | Corominas        | L'Hospitalet    |
|       | 10   | 2      | Gato             | CE Alcoià       |
|       | 10   | 2      | Nacho Casanova   | Alacant         |
|       | 10   | 2      | Hiroshi          | Sabadell        |
|       | 10   | 3      | Fran Piera       | Santboià        |
|       | 9    | 0      | Sellarès         | Badalona        |
|       | 9    | 2      | Sergio Molina    | Oriola CF       |
|       | 9    | 2      | David Fas        | Alzira          |

- 8 gols (0 penals): Trujillo (Sporting Maonès). (1p): David Prats (Badalona). (2p): Marcos Jiménez (Sporting Maonès). (3p): Monforte (Teruel)
- 7 gols (0p): Doménech (Benidorm), Óscar (Ontinyent), Jordi Martínez (L'Hospitalet), Jon Uriarte (Alacant), Peque (Santboià), Nacho Verdés (Gandia). (1p): Vinuesa (Dénia). (2p): Rafa Belda (Dénia). (5p): Cazorla (Gramenet)
- 6 gols (0p): Guerra (Benidorm), Pulga (Alzira), Aleix Vidal (Mallorca B). (1p): Sergio Floro (Gandia), Fernando Martín (Alcoià), Canario (Sporting Maonès). (2p): Javi Vicente (Ontinyent). (3p): Yahvé (Benidorm). (4p): Monti (Santboià)

#### Líders en solitari
- Jornades 3-7: Sant Andreu
- Jornades 8-14: Oriola CF
- Jornades 17-21: Oriola CF
- Jornades 22-27: Badalona
- Jornada 28: Sabadell
- Jornada 29: CE Alcoià
- Jornada 30: Badalona
- Jornades 31-38: Sabadell

#### Rècords
- Major nombre de victòries: Sabadell (19)
- Menor nombre de derrotes: Sabadell, Badalona (7)
- Millor atac: L'Hospitalet (58 gols marcats)
- Millor defensa: Sabadell (20 gols encaixats)
- Millor diferència de gols: L'Hospitalet (+24)
- Major nombre d'empats: Alacant (17)
- Menor nombre d'empats: Gramenet (6)
- Menor nombre de victòries: Mallorca B, Santboià (7)
- Major nombre de derrotes: Santboià (24)
- Pitjor atac: Benidorm (32 gols marcats)
- Pitjor defensa: Gramenet (67 gols encaixats)
- Pitjor diferència de gols: Gramenet, Santboià (-30)
- Partit amb major diferència de gols: L'Hospitalet 5-0 Atl. Balears, Sant Andreu 5-0 Santboià, Benidorm 0-5 Mallorca B, Gramenet 0-5 Lleida (5)
- Partit amb més gols: Gandia 2-5 Lleida (7)
- Jornada amb més gols: 3a (32 gols)
- Jornada amb menys gols: 10a (11 gols)
- Total gols marcats: 783 (2,06 gols/partit)

### Calendari i resultats
El sorteig del calendari es va realitzar el 22 de juliol de 2010 a la seu de la Reial Federació Espanyola de Futbol, a Las Rozas (Madrid).
| Jornada 1  |                         | Jornada 20 |
| 29/08/2010 |                         | 09/01/2011 |
| 1-1        | Ontinyent - Castelló    | 1-2        |
| 2-0        | Sant Andreu - Alcoià    | 0-1        |
| 1-3        | Atl. Balears - Dénia    | 0-0        |
| 2-1        | Gramenet - Santboià     | 2-0        |
| 0-0        | Sabadell - Lleida       | 1-0        |
| 1-1        | L'Hospitalet - Badalona | 1-2        |
| 1-1        | Mallorca B - Sp. Maonès | 0-1        |
| 0-1        | Gandia - Benidorm       | 1-1        |
| 1-1        | Alzira - Teruel         | 1-0        |
| 2-0        | Orihuela - Alacant      | 0-0        |

| Jornada 4  |                         | Jornada 23 |
| 19/09/2010 |                         | 30/01/2011 |
| 1-1        | Alcoià - Orihuela       | 3-0        |
| 1-3        | Dénia - Castelló        | 0-4        |
| 2-1        | Santboià - Ontinyent    | 0-1        |
| 1-1        | Lleida - Sant Andreu    | 0-0        |
| 2-1        | Badalona - Atl. Balears | 1-2        |
| 2-1        | Sp. Maonès - Gramenet   | 2-0        |
| 1-1        | Benidorm - Sabadell     | 0-1        |
| 1-0        | Teruel - L'Hospitalet   | 1-1        |
| 1-1        | Alacant - Mallorca B    | 2-2        |
| 1-2        | Alzira - Gandia         | 1-1        |

| Jornada 7  |                        | Jornada 26 |
| 03/10/2010 |                        | 20/02/2011 |
| 2-0        | Dénia - Santboià       | 2-0        |
| 2-0        | Alcoià - Lleida        | 1-1        |
| 2-1        | Castelló - Badalona    | 0-1        |
| 1-0        | Ontinyent - Sp. Maonès | 3-1        |
| 1-1        | Sant Andreu - Benidorm | 0-0        |
| 1-1        | Atl. Balears - Teruel  | 0-1        |
| 1-2        | Gramenet - Alacant     | 0-3        |
| 1-0        | Sabadell - Alzira      | 1-0        |
| 1-1        | L'Hospitalet - Gandia  | 1-1        |
| 2-1        | Orihuela - Mallorca B  | 0-2        |

| Jornada 10 |                         | Jornada 29 |
| 24/10/2010 |                         | 13/03/2011 |
| 1-0        | Lleida - Orihuela       | 0-1        |
| 2-0        | Badalona - Santboià     | 0-1        |
| 0-0        | Sp. Maonès - Dénia      | 0-3        |
| 0-1        | Benidorm - Alcoià       | 0-2        |
| 1-0        | Teruel - Castelló       | 3-0        |
| 0-0        | Alacant - Ontinyent     | 2-1        |
| 0-0        | Alzira - Sant Andreu    | 1-1        |
| 1-0        | Gandia - Atl. Balears   | 1-4        |
| 2-1        | Mallorca B - Gramenet   | 2-4        |
| 1-1        | L'Hospitalet - Sabadell | 2-1        |

| Jornada 13 |                            | Jornada 32 |
| 14/11/2010 |                            | 03/04/2011 |
| 4-0        | Badalona - Sp. Maonès      | 1-1        |
| 0-0        | Lleida - Benidorm          | 2-1        |
| 0-1        | Santboià - Teruel          | 0-0        |
| 0-1        | Dénia - Alacant            | 2-1        |
| 1-1        | Alcoià - Alzira            | 1-1        |
| 2-0        | Castelló - Gandia          | 0-2        |
| 3-3        | Ontinyent - Mallorca B     | 1-0        |
| 2-2        | Sant Andreu - L'Hospitalet | 2-2        |
| 0-0        | Atl. Balears - Sabadell    | 1-3        |
| 1-0        | Orihuela - Gramenet        | 1-3        |

| Jornada 16 |                            | Jornada 35 |
| 05/12/2010 |                            | 24/04/2011 |
| 1-0        | Benidorm - Orihuela        | 0-3        |
| 1-1        | Teruel - Sp. Maonès        | 1-0        |
| 2-0        | Alacant - Badalona         | 2-2        |
| 0-2        | Alzira - Lleida            | 2-0        |
| 1-0        | Gandia - Santboià          | 2-3        |
| 0-1        | Mallorca B - Dénia         | 0-1        |
| 2-0        | L'Hospitalet - Alcoià      | 3-2        |
| 1-1        | Sabadell - Castelló        | 2-0        |
| 0-2        | Gramenet - Ontinyent       | 0-3        |
| 0-1        | Atl. Balears - Sant Andreu | 1-1        |

| Jornada 19 |                        | Jornada 38 |
| 02/01/2011 |                        | 15/05/2011 |
| 2-2        | Teruel - Alacant       | 0-0        |
| 0-3        | Benidorm - Alzira      | 2-0        |
| 1-1        | Sp. Maonès - Gandia    | 1-0        |
| 2-1        | Badalona - Mallorca B  | 1-0        |
| 1-0        | Lleida - L'Hospitalet  | 0-0        |
| 2-2        | Santboià - Sabadell    | 0-1        |
| 1-1        | Dénia - Gramenet       | 3-1        |
| 0-0        | Alcoià - Atl. Balears  | 1-1        |
| 0-1        | Castelló - Sant Andreu | 2-1        |
| 0-1        | Ontinyent - Orihuela   | 0-0        |

| Jornada 2  |                           | Jornada 21 |
| 05/09/2010 |                           | 16/01/2011 |
| 0-2        | Castelló - Orihuela       | 1-1        |
| 0-0        | Alcoià - Ontinyent        | 0-1        |
| 0-1        | Dénia - Sant Andreu       | 1-0        |
| 3-1        | Santboià - Atl. Balears   | 0-3        |
| 3-0        | Lleida - Gramenet         | 5-0        |
| 1-1        | Badalona - Sabadell       | 0-0        |
| 3-1        | Sp. Maonès - L'Hospitalet | 1-2        |
| 0-5        | Benidorm - Mallorca B     | 0-1        |
| 0-1        | Teruel - Gandia           | 0-1        |
| 1-0        | Alacant - Alzira          | 1-0        |

| Jornada 5  |                           | Jornada 24 |
| 22/09/2010 |                           | 06/02/2011 |
| 0-2        | Alcoià - Dénia            | 1-1        |
| 2-1        | Castelló - Santboià       | 1-0        |
| 2-0        | Ontinyent - Lleida        | 1-0        |
| 1-0        | Sant Andreu - Badalona    | 0-0        |
| 1-1        | Atl. Balears - Sp. Maonès | 1-2        |
| 1-0        | Gramenet - Benidorm       | 0-1        |
| 0-2        | Sabadell - Teruel         | 1-1        |
| 0-0        | L'Hospitalet - Alacant    | 0-0        |
| 0-0        | Mallorca B - Alzira       | 1-1        |
| 2-0        | Orihuela - Gandia         | 1-3        |

| Jornada 8  |                           | Jornada 27 |
| 10/10/2010 |                           | 27/02/2011 |
| 0-2        | Santboià - Orihuela       | 0-3        |
| 0-1        | Lleida - Dénia            | 2-0        |
| 1-0        | Badalona - Alcoià         | 0-0        |
| 2-1        | Sp. Maonès - Castelló     | 0-2        |
| 3-1        | Benidorm - Ontinyent      | 0-1        |
| 1-0        | Teruel - Sant Andreu      | 1-2        |
| 0-0        | Alacant - Atl. Balears    | 1-1        |
| 1-2        | Alzira - Gramenet         | 1-2        |
| 1-0        | Gandia - Sabadell         | 2-2        |
| 0-2        | Mallorca B - L'Hospitalet | 0-3        |

| Jornada 11 |                           | Jornada 30 |
| 31/10/2010 |                           | 20/03/2011 |
| 0-2        | Lleida - Badalona         | 1-2        |
| 3-1        | Santboià - Sp. Maonès     | 3-0        |
| 1-1        | Dénia - Benidorm          | 1-1        |
| 2-1        | Alcoià - Teruel           | 0-1        |
| 0-1        | Castelló - Alacant        | 1-0        |
| 3-0        | Ontinyent - Alzira        | 0-0        |
| 1-1        | Sant Andreu - Gandia      | 1-1        |
| 4-0        | Atl. Balears - Mallorca B | 1-1        |
| 0-0        | Gramenet - L'Hospitalet   | 0-4        |
| 1-0        | Orihuela - Sabadell       | 1-1        |

| Jornada 14 |                          | Jornada 33 |
| 21/11/2010 |                          | 10/04/2011 |
| 1-0        | Sp. Maonès - Orihuela    | 1-1        |
| 3-0        | Benidorm - Badalona      | 0-0        |
| 0-1        | Teruel - Lleida          | 0-3        |
| 3-1        | Alacant - Santboià       | 0-0        |
| 1-2        | Alzira - Dénia           | 1-1        |
| 0-1        | Gandia - Alcoià          | 1-0        |
| 0-1        | Mallorca B - Castelló    | 0-1        |
| 3-2        | L'Hospitalet - Ontinyent | 1-2        |
| 2-0        | Sabadell - Sant Andreu   | 1-0        |
| 2-2        | Gramenet - Atl. Balears  | 1-5        |

| Jornada 17 |                          | Jornada 36 |
| 12/12/2010 |                          | 01/05/2011 |
| 0-1        | Benidorm - Teruel        | 2-2        |
| 1-2        | Sp. Maonès - Alacant     | 2-1        |
| 1-0        | Badalona - Alzira        | 1-2        |
| 2-1        | Lleida - Gandia          | 5-2        |
| 2-2        | Santboià - Mallorca B    | 1-3        |
| 1-0        | Dénia - L'Hospitalet     | 0-3        |
| 0-1        | Alcoià - Sabadell        | 1-0        |
| 1-1        | Castelló - Gramenet      | 1-2        |
| 0-2        | Ontinyent - Atl. Balears | 0-1        |
| 2-1        | Orihuela - Sant Andreu   | 3-0        |

| Jornada 3  |                         | Jornada 22 |
| 12/09/2010 |                         | 23/01/2011 |
| 2-3        | Castelló - Alcoià       | 2-1        |
| 1-0        | Ontinyent - Dénia       | 1-0        |
| 5-0        | Sant Andreu - Santboià  | 2-1        |
| 1-0        | Atl. Balears - Lleida   | 1-1        |
| 0-1        | Gramenet - Badalona     | 1-4        |
| 2-1        | Sabadell - Sp. Maonès   | 0-1        |
| 0-1        | L'Hospitalet - Benidorm | 2-0        |
| 1-1        | Mallorca B - Teruel     | 1-1        |
| 1-1        | Gandia - Alacant        | 0-3        |
| 0-0        | Orihuela - Alzira       | 2-4        |

| Jornada 6  |                          | Jornada 25 |
| 26/09/2010 |                          | 13/02/2011 |
| 0-0        | Dénia - Orihuela         | 0-1        |
| 1-3        | Santboià - Alcoià        | 1-2        |
| 3-0        | Lleida - Castelló        | 1-1        |
| 1-0        | Badalona - Ontinyent     | 0-0        |
| 0-2        | Sp. Maonès - Sant Andreu | 0-2        |
| 1-0        | Benidorm - Atl. Balears  | 0-2        |
| 0-0        | Teruel - Gramenet        | 0-1        |
| 0-1        | Alacant - Sabadell       | 1-1        |
| 0-0        | Alzira - L'Hospitalet    | 0-4        |
| 1-1        | Gandia - Mallorca B      | 0-0        |

| Jornada 9  |                         | Jornada 28 |
| 16/10/2012 |                         | 06/03/2011 |
| 1-1        | Santboià - Lleida       | 0-1        |
| 0-0        | Dénia - Badalona        | 0-0        |
| 1-1        | Alcoià - Sp. Maonès     | 2-0        |
| 0-1        | Castelló - Benidorm     | 1-3        |
| 0-0        | Ontinyent - Teruel      | 1-3        |
| 1-1        | Sant Andreu - Alacant   | 1-0        |
| 2-1        | Atl. Balears - Alzira   | 2-2        |
| 0-1        | Gramenet - Gandia       | 4-1        |
| 2-0        | Sabadell - Mallorca B   | 1-0        |
| 1-0        | Orihuela - L'Hospitalet | 1-3        |

| Jornada 12 |                             | Jornada 31 |
| 07/11/2010 |                             | 27/03/2011 |
| 0-0        | Badalona - Orihuela         | 1-1        |
| 3-1        | Sp. Maonès - Lleida         | 0-4        |
| 1-1        | Benidorm - Santboià         | 1-3        |
| 4-0        | Teruel - Dénia              | 1-1        |
| 0-1        | Alacant - Alcoià            | 1-1        |
| 1-1        | Alzira - Castelló           | 0-0        |
| 1-0        | Gandia - Ontinyent          | 1-0        |
| 1-0        | Mallorca B - Sant Andreu    | 1-1        |
| 5-0        | L'Hospitalet - Atl. Balears | 0-1        |
| 1-0        | Sabadell - Gramenet         | 2-1        |

| Jornada 15 |                         | Jornada 34 |
| 28/11/2010 |                         | 17/04/2011 |
| 2-1        | Sp. Maonès - Benidorm   | 1-1        |
| 1-0        | Badalona - Teruel       | 2-1        |
| 1-0        | Lleida - Alacant        | 2-1        |
| 1-1        | Santboià - Alzira       | 0-3        |
| 2-1        | Dénia - Gandia          | 0-0        |
| 1-0        | Alcoià - Mallorca B     | 2-1        |
| 2-1        | Castelló - L'Hospitalet | 0-2        |
| 1-2        | Ontinyent - Sabadell    | 0-1        |
| 1-1        | Sant Andreu - Gramenet  | 1-0        |
| 0-0        | Orihuela - Atl. Balears | 0-0        |

| Jornada 18 |                         | Jornada 37 |
| 19/12/2010 |                         | 08/05/2011 |
| 1-0        | Orihuela - Teruel       | 3-2        |
| 1-0        | Alacant - Benidorm      | 3-3        |
| 1-0        | Alzira - Sp. Maonès     | 2-0        |
| 0-0        | Gandia - Badalona       | 1-2        |
| 0-1        | Mallorca B - Lleida     | 2-0        |
| 3-2        | L'Hospitalet - Santboià | 2-1        |
| 4-0        | Sabadell - Dénia        | 0-1        |
| 1-3        | Gramenet - Alcoià       | 1-3        |
| 0-1        | Atl. Balears - Castelló | 0-0        |
| 1-0        | Sant Andreu - Ontinyent | 0-0        |

## Altres grups

### Grup 1
|                   |     | Classificació final 2010-2011 | Pts | J  | G  | E  | P  | GF | GC | DG  |                                    |
| ----------------- | --- | ----------------------------- | --- | -- | -- | -- | -- | -- | -- | --- | ---------------------------------- |
| Promoció          | 1.  | CD Lugo                       | 75  | 38 | 22 | 9  | 7  | 64 | 39 | +25 | Eliminatòria de campions           |
| Promoció · Ascens | 2.  | CD Guadalajara                | 73  | 38 | 21 | 10 | 7  | 62 | 25 | +37 | Promoció d'ascens a Segona A       |
| Promoció          | 3.  | RM Castella CF                | 71  | 38 | 21 | 8  | 9  | 73 | 38 | +35 | Promoció d'ascens a Segona A       |
| Promoció          | 4.  | CD Leganés                    | 69  | 38 | 20 | 9  | 9  | 54 | 35 | +19 | Promoció d'ascens a Segona A       |
| Descens           | 5.  | Universidad LPGC CF           | 62  | 38 | 18 | 8  | 12 | 41 | 43 | -2  |                                    |
|                   | 6.  | Rayo Vallecano B              | 58  | 38 | 16 | 10 | 12 | 41 | 34 | +7  |                                    |
|                   | 7.  | Getafe CF B                   | 54  | 38 | 15 | 9  | 14 | 45 | 45 | 0   |                                    |
|                   | 8.  | RSD Alcalá                    | 52  | 38 | 13 | 13 | 12 | 38 | 39 | -1  |                                    |
|                   | 9.  | RC Celta B                    | 52  | 38 | 15 | 7  | 16 | 43 | 52 | -9  |                                    |
|                   | 10. | UD Vecindario                 | 51  | 38 | 13 | 12 | 13 | 37 | 53 | -16 |                                    |
|                   | 11. | CA Madrid B                   | 50  | 38 | 13 | 11 | 14 | 43 | 43 | 0   |                                    |
|                   | 12. | Montañeros CF                 | 49  | 38 | 13 | 10 | 15 | 50 | 53 | -3  |                                    |
|                   | 13. | CP Cacereño                   | 48  | 38 | 11 | 15 | 12 | 34 | 33 | +1  |                                    |
|                   | 14. | Coruxo FC                     | 47  | 38 | 11 | 14 | 13 | 40 | 41 | -1  |                                    |
|                   | 15. | CD Badajoz                    | 47  | 38 | 12 | 11 | 15 | 41 | 44 | -3  |                                    |
| Promoció          | 16. | UB Conquense                  | 47  | 38 | 11 | 14 | 13 | 47 | 43 | +4  | Promoció de permanència a Segona B |
| Descens           | 17. | RCD La Coruña B               | 45  | 38 | 12 | 9  | 17 | 47 | 57 | -10 | Descens a Tercera                  |
| Descens           | 18. | Pontevedra CF                 | 39  | 38 | 10 | 9  | 19 | 38 | 49 | -11 | Descens a Tercera                  |
| Descens           | 19. | Extremadura UD                | 32  | 38 | 8  | 8  | 22 | 29 | 50 | -21 | Descens a Tercera                  |
| Descens           | 20. | AD Cerro de Reyes             | 19  | 38 | 5  | 4  | 29 | 20 | 71 | -51 | Descens a Tercera                  |

- El Guadalajara va pujar a la Segona Divisió A, després de superar la fase d'ascens.
- Un cop finalitzada la competició i per motius econòmics, l'Universidad de Las Palmas va ser descendit a Tercera Divisió.
- l'Cerro de Reyes va patir greus problemes econòmics que el van dur a cometre alineació indeguda a la jornada 22 en el partit contra el Vecindario, per alinear a 10 juvenils i 1 cadet, donant-li el partit per perdut (0-3). La jornada següent l'Cerro de Reyes es va plantar al camp del Montañeros amb només set jugadors, tots ells juvenils, per la qual cosa el partit va ser suspès. Aquestes dues incompareixences van portar a l'expulsió de l'AD Cerro de Reyes del grup I de la Segona B, descendint-lo a Tercera. La RFEF va determinar que es respectarien totes les puntuacions obtingudes durant la primera volta, i a la resta dels partits a celebrar es donaria per vencedor l'equip oponent per un resultat de 2-0 (mitjana dels gols encaixats per l'equip exclòs. A final de temporada, l'Cerro de Reyes va desaparèixer.[1]

### Grup 2
|                    |     | Classificació final 2010-2011 | Pts | J  | G  | E  | P  | GF | GC | DG  |                                    |
| ------------------ | --- | ----------------------------- | --- | -- | -- | -- | -- | -- | -- | --- | ---------------------------------- |
| Promoció           | 1.  | SD Eibar                      | 73  | 38 | 21 | 10 | 7  | 58 | 32 | +26 | Eliminatòria de campions           |
| Promoció           | 2.  | CD Mirandés                   | 72  | 38 | 20 | 12 | 6  | 52 | 24 | +28 | Promoció d'ascens a Segona A       |
| Promoció           | 3.  | Deportivo Alavés              | 66  | 38 | 18 | 12 | 8  | 63 | 43 | +20 | Promoció d'ascens a Segona A       |
| Promoció           | 4.  | Real Unión Club               | 65  | 38 | 19 | 8  | 11 | 51 | 35 | +16 | Promoció d'ascens a Segona A       |
|                    | 5.  | CF Palencia                   | 63  | 38 | 17 | 12 | 9  | 44 | 28 | +16 |                                    |
|                    | 6.  | UD Logroñés                   | 63  | 38 | 18 | 9  | 11 | 44 | 32 | +12 |                                    |
|                    | 7.  | CA Osasuna B                  | 58  | 38 | 16 | 10 | 12 | 49 | 39 | +10 |                                    |
|                    | 8.  | Reial Oviedo                  | 58  | 38 | 15 | 13 | 10 | 45 | 34 | +11 |                                    |
|                    | 9.  | SD Lemona                     | 53  | 38 | 13 | 14 | 11 | 42 | 38 | +4  |                                    |
|                    | 10. | RSG Torrelavega               | 52  | 38 | 13 | 13 | 12 | 34 | 41 | -7  |                                    |
|                    | 11. | Reial Societat B              | 51  | 38 | 12 | 15 | 11 | 34 | 37 | -3  |                                    |
|                    | 12. | Bilbao AC                     | 46  | 38 | 9  | 19 | 10 | 29 | 37 | -8  |                                    |
|                    | 13. | Zamora CF                     | 43  | 38 | 11 | 10 | 17 | 46 | 56 | -10 |                                    |
| Descens            | 14. | CD Leonesa                    | 43  | 38 | 9  | 16 | 13 | 42 | 48 | -6  |                                    |
|                    | 15. | CD Guijuelo                   | 39  | 38 | 7  | 18 | 13 | 39 | 44 | -5  |                                    |
| Promoció · Descens | 16. | Caudal Deportivo              | 38  | 38 | 9  | 11 | 18 | 29 | 38 | -9  | Promoció de permanència a Segona B |
| Descens            | 17. | CD La Muela                   | 38  | 38 | 8  | 14 | 16 | 36 | 56 | -20 | Descens a Tercera                  |
| Descens            | 18. | Peña Sport FC                 | 36  | 38 | 9  | 9  | 20 | 30 | 56 | -26 | Descens a Tercera                  |
| Descens            | 19. | Real Sporting B               | 34  | 38 | 7  | 13 | 18 | 26 | 54 | -28 | Descens a Tercera                  |
| Descens            | 20. | Barakaldo CF                  | 24  | 38 | 4  | 12 | 22 | 27 | 48 | -21 | Descens a Tercera                  |

- Un cop finalitzada la competició i per motius econòmics, la Cultural Leonesa va ser descendida a Tercera Divisió. La seva plaça va ser adquirida pel Real Sporting B.
- Un cop finalitzada la competició i per motius econòmics, el La Muela a la Regional Preferent,[2] fet que va desencadenar la desaparició del club aragonès.

### Grup 4
|                   |     | Classificació final 2010-2011 | Pts | J  | G  | E  | P  | GF | GC | DG  |                                    |
| ----------------- | --- | ----------------------------- | --- | -- | -- | -- | -- | -- | -- | --- | ---------------------------------- |
| Promoció · Ascens | 1.  | Real Murcia CF                | 82  | 38 | 24 | 10 | 4  | 68 | 21 | +47 | Eliminatòria de campions           |
| Promoció          | 2.  | Sevilla AC                    | 74  | 38 | 21 | 11 | 6  | 82 | 40 | +42 | Promoció d'ascens a Segona A       |
| Promoció          | 3.  | UD Melilla                    | 72  | 38 | 21 | 9  | 8  | 53 | 28 | +25 | Promoció d'ascens a Segona A       |
| Promoció          | 4.  | Cadis CF                      | 69  | 38 | 21 | 6  | 11 | 61 | 37 | +24 | Promoció d'ascens a Segona A       |
|                   | 5.  | CD San Roque                  | 63  | 38 | 18 | 9  | 11 | 42 | 35 | +7  |                                    |
|                   | 6.  | AD Ceuta                      | 60  | 38 | 16 | 12 | 10 | 52 | 42 | +10 |                                    |
|                   | 7.  | CD Roquetas                   | 59  | 38 | 16 | 11 | 11 | 48 | 36 | +12 |                                    |
|                   | 8.  | Real Jaén CF                  | 56  | 38 | 14 | 14 | 10 | 39 | 29 | +10 |                                    |
|                   | 9.  | Écija Balompié                | 54  | 38 | 15 | 9  | 14 | 41 | 45 | -4  |                                    |
|                   | 10. | Lucena CF                     | 52  | 38 | 14 | 10 | 14 | 42 | 40 | +2  |                                    |
|                   | 11. | Caravaca CF                   | 49  | 38 | 13 | 10 | 15 | 41 | 40 | +1  |                                    |
|                   | 12. | CD Puertollano                | 48  | 38 | 12 | 12 | 14 | 40 | 50 | -10 |                                    |
|                   | 13. | UD Almería B                  | 46  | 38 | 12 | 10 | 16 | 38 | 46 | -8  |                                    |
|                   | 14. | CP Ejido                      | 44  | 38 | 11 | 11 | 16 | 41 | 51 | -10 |                                    |
|                   | 15. | Lorca Atlético CF             | 43  | 38 | 12 | 7  | 19 | 37 | 55 | -18 |                                    |
| Promoció          | 16. | Real Betis B                  | 42  | 38 | 10 | 12 | 16 | 36 | 45 | -9  | Promoció de permanència a Segona B |
| Descens           | 17. | CD Alcalá                     | 40  | 38 | 11 | 7  | 20 | 30 | 52 | -22 | Descens a Tercera                  |
| Descens           | 18. | Unión Estepona CF             | 40  | 38 | 8  | 16 | 14 | 37 | 45 | -8  | Descens a Tercera                  |
| Descens           | 19. | Yeclano Deportivo             | 27  | 38 | 5  | 12 | 21 | 28 | 63 | -35 | Descens a Tercera                  |
| Descens           | 20. | Jumilla CF                    | 19  | 38 | 5  | 4  | 29 | 16 | 72 | -56 | Descens a Tercera                  |

- A final de temporada, el Caravaca CF va traslladar la seva seu a la localitat de La Unión (Múrcia), canviant el nom del club a Club de Fútbol La Unión.
- Un cop finalitzada la competició i per motius econòmics, el Jumilla Club de Fútbol va desaparèixer.